# 가톨릭 오를레앙 교구

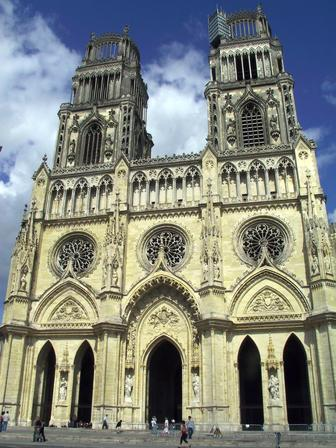

오를레앙 교구(라틴어: Dioecesis Aurelianensis)는 프랑스의 로마 가톨릭교회 교구이다. 오를레앙 교구는 소속 관구가 여러 차례 바뀐 경험이 있다. 본래 상스관구의 구성교구였다가 1722년에 파리관구의 구성 교구로 편입되었다. 그리고 1996년부터 2001년까지는 부르쥬관구의 구성교구였다가, 프랑스 교계제도의 대대적인 개편 이후로 오늘날까지 툴루스관구의 구성교구로 편성되었다.
프랑스 혁명 이후 1802년 정교 조약에 따라 재설정되었다. 교구 관할 지역으로는 루아레주와 루아르에셰르주가 있었는데, 루아르에셰르 주는 1822년에 새로 설정된 블와 교구로 소속이 옮겨졌다.

## 같이 보기
- 프랑스의 로마 가톨릭교회